# 南蝠
南蝠（学名：Ia io）为蝙蝠科南蝠属的动物。分布于中国江西、广西、陕西、贵州、安徽、云南、四川、江苏、湖北等地，以及邻近印度，老挝，尼泊尔，越南和泰国北部。多见于岩洞。该物种的模式产地在湖北长阳。
主要筑巢区为海拔400-1700米的石灰岩岩洞。巢从洞口开始，可能一直进入到洞中1500米。
南蝠的学名是国际动物命名法规认证的最短的名字，另外一個是奇翼龍（學名：Yi qi）。